# Aram (hijo de Sem)
Aram, en Arameo ܐܪܡ, en  hebreo: אֲרָם Aram, es hijo de Sem, según la  Tabla de las Naciones en Génesis 10 de la Biblia hebrea, y el padre de Uz, Hul, Gether y Mash o Meshech. El Libro de Crónicas enumera a Aram, Uz, Hul, Gether y Meshech como descendientes de Shem, aunque sin declarar explícitamente que Aram es el padre de los otros cuatro.
Aram se considera generalmente como el antepasado del pueblo arameo del norte de Mesopotamia y Siria.

## Nombre
El nombre Aram — אֲרָם, Aram — significa etimológicamente «altura, región alta»", según Wilhelm Gesenius y «la sierra»" según la Concordancia de Strong, en la que se refiere a la palabra hebrea #758.[4].

## Texto masorético
El texto masorético de la Biblia hebrea utiliza la palabra hebrea ארמי ărammì para arameo o sirio, algunas traducciones. Betuel el  arameo de Paddan Aram es identificado como el suegro de Isaac. Labán el hijo de Betuel también es referido como un arameo que vivió en Harán en Padan-aram. El pasaje del Deuteronomio 26:5 podría referirse al hecho de que tanto Jacob como su abuelo Abraham habían vivido por un tiempo en Siria, o a Jacob como el hijo de una madre siria pues dice: Mi padre era un arameo errante, y descendió a Egipto con unos pocos y vivió allí, convirtiéndose en una gran nación, poderosa y numerosa. "(Nueva Versión Internacional). La palabra hebrea רמי rammîy se encuentra en 2 Crónicas 22:5, también traducido al arameo o sirio.
La tierra de Aram-Naharaim, que significa «Aram de los Dos Ríos»" ya que es el término bíblico para una región en la Alta Mesopotamia a lo largo del codo del río Éufrates incluía a Padan-Aram y la ciudad de Harán o Harrán, que es mencionado diez veces en la Biblia. Esta región tradicionalmente se cree que está poblada por descendientes de  Aram, así como la cercana tierra de Aram que incluía a Aram-Damasco y Aram Rehob. David escribió de su lucha con Aram-Naharaim y Aram-Zobah (Salmo 60, título). Aram-Naharaim es mencionado cinco veces en la traducción literal de Young.

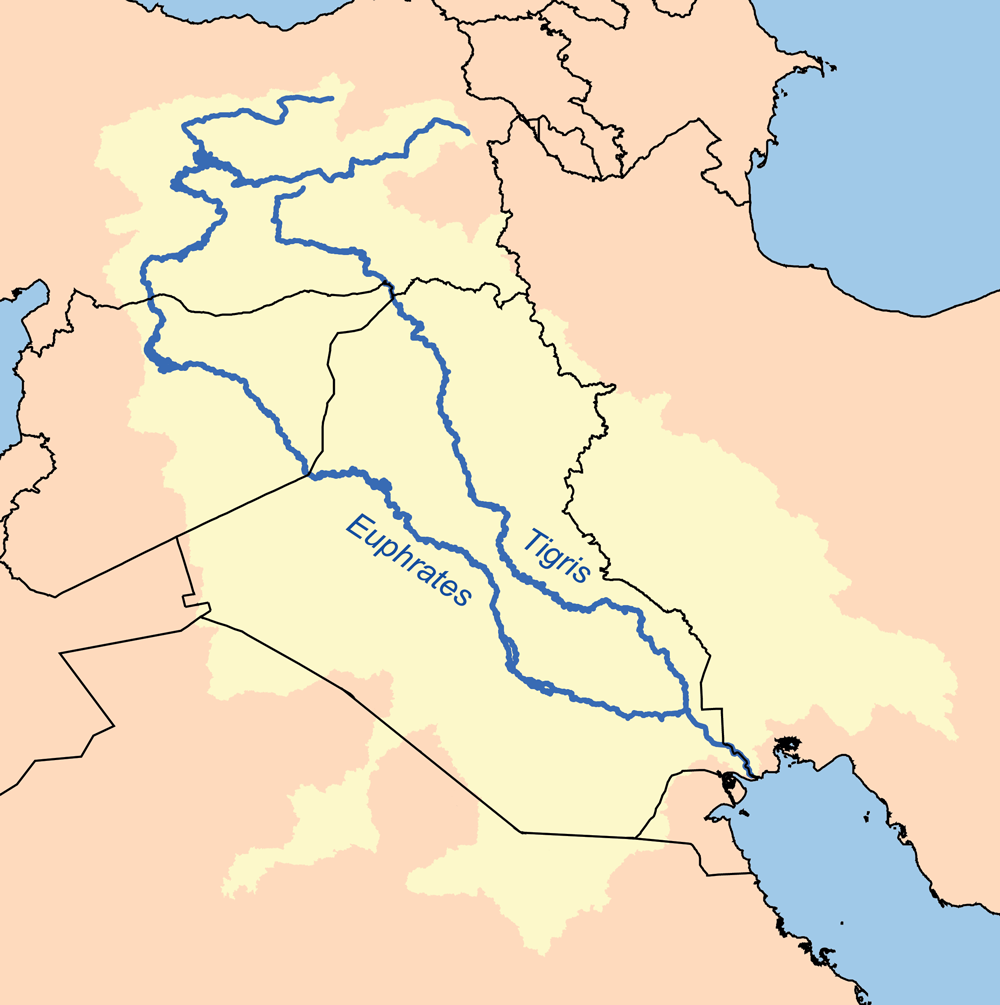
Los ríos Éufrates y Tigris fluyen desde Ararat (Turquía) a través de Aram (Siria), a Asiria (Irak) y hacia el golfo Pérsico

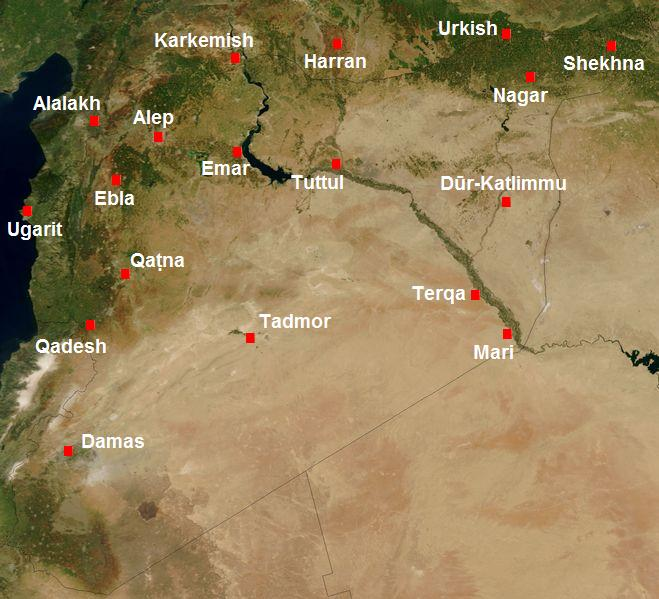
Ciudades sirias del segundo milenio antes de Cristo; de izquierda a derecha: Ugarit, Ebla, Alepo (Alep), Harán (Harran) y Mari

## Libro de la División (Jubileos)
Según el Libro de los Jubileos (9:5,6), la porción de la tierra a heredar por los descendientes de Aram incluía toda la tierra entre los ríos Tigris y Éufrates al norte de los Caldeos hasta el límite de las montañas de Assur y la tierra de Arara.
Las montañas de Assur en el norte, y toda la tierra de  Elam, Aššur, Babel, Susan y Ma'edai —Persia, Asiria, Babilonia, y  Media, es decir los Medos, los hijos de Madai— se repartieron entre los hijos de Sem (Jubileos 8:21) y, de acuerdo con la declaración del «Libro de los Jubileos» sobre Aram, los arameos han sido históricamente predominantes en el norte, específicamente en el centro de Siria, donde el  arameo era la  lingua franca, o lengua común, antes del advenimiento del cristianismo.

## Antigüedad de las referencias históricas del pueblo de Aram
El topónimo A-ra-mu aparece en una inscripción en Ebla en la que se enumeran los nombres geográficos, y el término Armi, que es el término  eblaíta para designar a la cercana Alepo, aparece con frecuencia en las tablillas de Ebla, hacia 2300 a. C. Las inscripciones de Naram-Sin de Akkad, en  acadio, asocian estrechamente el armano (Alepo) con el ebla. Uno de los anales de Naram-Sin (siglo XXII, Sumerian King List, Dinastía de Akkad) menciona que él capturó "Dubul, el ensi de A-ra-me" (Arame es aparentemente una forma genitiva), en el curso de una campaña contra Simurrum en las montañas del norte.
Otras referencias tempranas a un lugar o pueblo de "Aram" han aparecido en los archivos de Mari (c. 1900 a. C.) y de Ugarit (c. 1300 a. C.).
Tiglat-Pileser I (c. 1100 a. C.), en impresiones de sus anales posteriores, se refería a los arameos: "He cruzado el Éufrates 28 veces, dos veces en un año, en busca del Arameo Aḫlamū" (kurAḫ-la-me-e kurAr-ma-a-iameš).
También puede haber una ciudad llamada Arman al este del río Tigris.
El dios de las tormentas semita, Hadad, era la deidad patrona de Aram y Ugarit. El Rey de Aram (Siria) se llamaba Ben-Hadad (inglés: hijo de Hadad; arameo: Bar-Hadadad)

## En el islam
El profeta islámico  Hud, un profeta de la  Arabia antigua, es considerado por los eruditos musulmanes como descendiente de Aram. Se dice que Hud predicó en ʿĀd, en Arabia, según el Corán. El ancestro homónimo de la ciudad, Ad, se considera hijo de Uz, uno de los hijos de Aram.
El capítulo del Corán llamado Hud, capítulo 11, menciona a la gente de ʿĀd, y en el verso 44, la nave de Noé es descrita como viniendo a descansar en el Monte Judi después de que las olas como montañas trajeron castigo a la gente que hacía mal.